# Antoine (chanteur)
 (mars 2025).
Si vous disposez d'ouvrages ou d'articles de référence ou si vous connaissez des sites web de qualité traitant du thème abordé ici, merci de compléter l'article en donnant les références utiles à sa vérifiabilité et en les liant à la section « Notes et références ».
En pratique : Quelles sources sont attendues ? Comment ajouter mes sources ?
Pour les articles homonymes, voir Antoine.
Pierre Antoine Muraccioli, dit Antoine, né le 4 juin 1944 à Tamatave (Madagascar), est un auteur-compositeur-interprète, navigateur et réalisateur français. La chanson Les Élucubrations d'Antoine le rend célèbre en 1966.

## Biographie
Pierre Antoine Muraccioli nait le 4 juin 1944 à Tamatave (Colonie de Madagascar). D'origine corse, son père, Toussaint Muraccioli, ingénieur né en 1905 à Vivario (Haute-Corse), travaille pour une entreprise de travaux publics dans ce qui est alors l'Empire colonial français.
En 1946, sa famille s'installe à Saint-Pierre-et-Miquelon pour deux séjours de près de trois ans.
En 1954, après un séjour d'un an à Marseille où Antoine étudie à l'école primaire la Roseraie dans le quartier d'Endoume et quelques mois au Lycée Marseilleveyre, la famille s'installe pendant quatre ans au Cameroun français.
En 1958, de retour des « colonies », ils habitent tour à tour à Thonon-les-Bains, Annecy et Grenoble.
Élève moyen devenu brillant, Antoine fait les classes Mathématiques supérieures et Mathématiques spéciales au Lycée Champollion de Grenoble. C'est dans cette ville qu'il achète sa première chemise à fleurs, sur le boulevard Maréchal-Foch, et qu'il obtient un autographe de Johnny Hallyday à l'issue d'un concert donné par celui-ci au Théâtre municipal de Grenoble.
Au début des années 1960, des amis américains lui font découvrir la musique folk et l'invitent à passer l'été 1964 à parcourir l'Est des États-Unis.
Élève-ingénieur de l'École centrale Paris, il trouve consolation dans l'écriture de chansons à la suite d'un chagrin d'amour pour la sœur d'un condisciple. Alors qu'il est déjà célèbre comme chanteur, il obtient son diplôme en 1966, classé 266e sur 311.

### Les débuts
Il signe un contrat chez Vogue en septembre 1965 et connaît un succès d'estime avec le single Autoroute européenne numéro 4. Il passe à la télévision pour la première fois le soir de l'élection présidentielle en décembre 1965. Le succès vient en 1966 avec Les Élucubrations d'Antoine. Au détour des couplets de cette chanson, il dénigre l'accordéoniste Yvette Horner et le chanteur Johnny Hallyday, qu'il considère comme dépassés, suggérant à la première de jouer plutôt de la clarinette et proposant de mettre en cage le second. Ce dernier répond à Antoine avec le titre Cheveux longs et idées courtes.
Sa chanson Les Élucubrations d'Antoine, éditée contre l'avis de son producteur Christian Fechner et de toute l'équipe des disques Vogue[réf. nécessaire], est pourtant un succès immédiat salué par Maurice Chevalier : « Jamais un artiste n'a atteint aussi vite le sommet du succès », propos repris par la version européenne du magazine Time[réf. nécessaire]. Il est alors accompagné par le groupe Les Problèmes, qui devient plus tard Les Charlots.
Maurice Chevalier relève le côté iconoclaste d'Antoine. « On ne parle que d'Antoine, pas le coiffeur non, un grand jeune gars, mince comme un fil, cultivé. École centrale. Charmant physique. Le beatnik en dentelle. Pas équivoque. Souliers vernis. Cheveux jusqu'aux épaules. Soigné, propre. Le public le suivra-t-il s'il continue son excentricité actuelle ? Je l'ignore. »
Le ton polémique, provoquant et précurseur des Élucubrations se démarque de celui des chansons yéyés, il parle d'une autre jeunesse moins insouciante, plus militante et contestataire[réf. nécessaire].

### AprèsLes Élucubrations

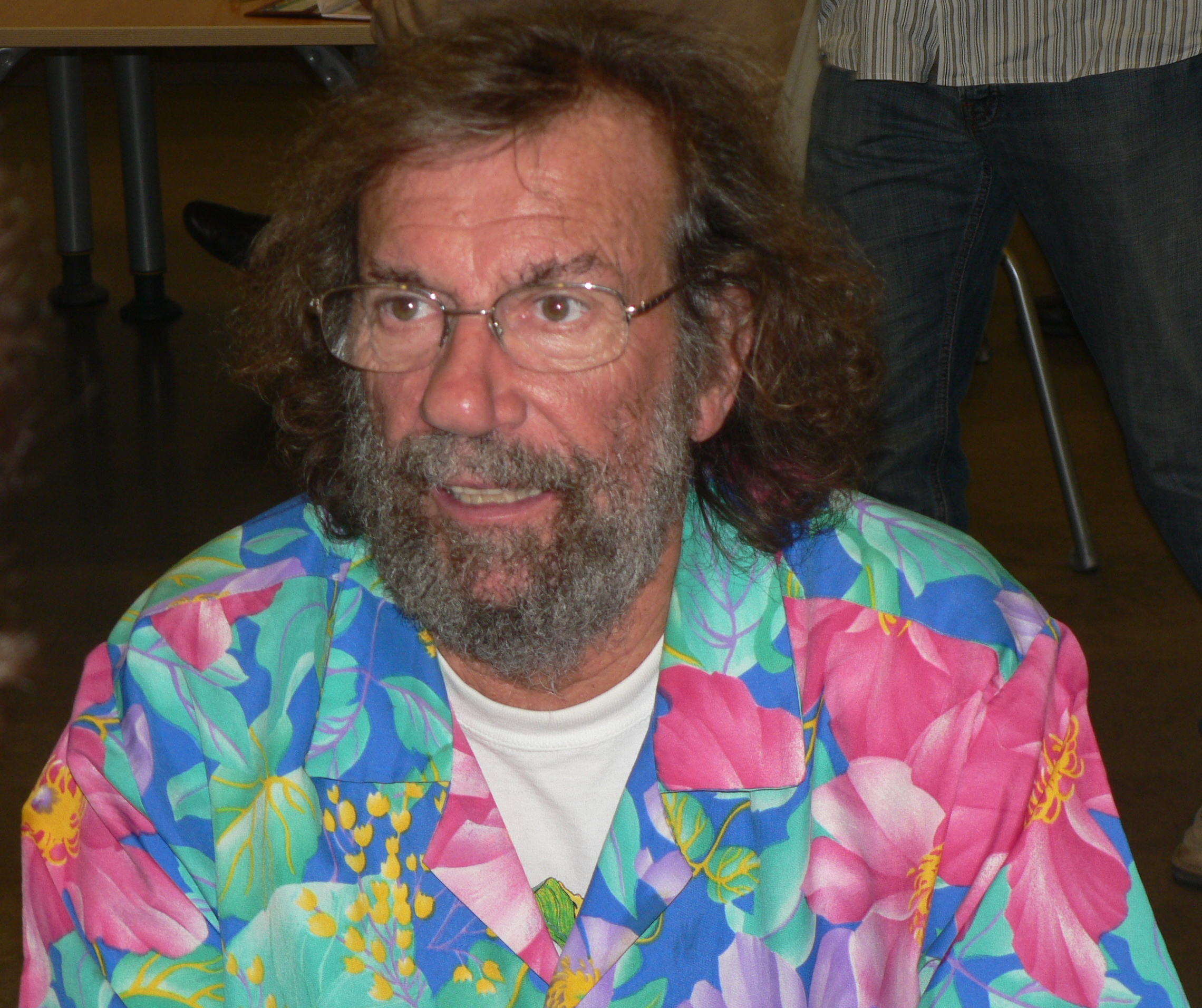
Antoine en 2008 à Grenoble, signant des autographes lors d'une présentation de son film sur Madagascar.

Les volumes de ventes ayant explosé, sa carrière est reprise en main par un producteur lui imposant des chansons de commande (Je dis ce que je pense, je vis comme je veux, Contre-élucubrations problématiques, etc.) qu'il n'apprécie guère. Il se rattrape avec Votez pour moi. Il peaufine également des textes beaucoup plus travaillés (La Guerre, Pourquoi ces canons ?, Bruits de roses).
Du premier album (avec Métamorphoses exceptionnelles, La Loi de 1920, Une autre autoroute, etc.), paru en 1966, au troisième (avec Madame Laure Messenger, Claude, Jérémie et l'existence de Dieu), paru en 1967, tout change : son aspect physique comme son style musical.
Il figure sur la « photo du siècle », regroupant 46 vedettes françaises du yéyé, en avril 1966.
En 1968, une chanson désabusée, Ramenez-moi chez moi, suggère que le show-business ne lui apporte pas la liberté qu'il a toujours recherchée, en dépit des ressources qu'il lui procure.
Cette même année, il devient numéro 1 en Italie (où il a l'occasion de participer au festival de Sanremo). Son style change alors et se rapproche de celui de Jacques Dutronc. Avec sa taille élancée, ses moustaches fines (loin du style des vedettes de l'après Domenico Modugno de l'époque), il conquiert très vite le public italien avec sa chanson vaguement protestataire, Pietre. Il obtient également des succès respectables avec Cannella (en français : « Cannelle »), Taxi, Il dirigibile (en français : « Le Dirigeable »), et La Tramontana (en français : « La Tramontane »). Son dernier succès italien est L'uomo oggetto, version de Bord à bord à Bora-Bora. Il demeure populaire, invité souvent à la télévision italienne (la Rai) pour raconter ses aventures et voyages à travers le monde.
Il vit alors avenue des Champs-Élysées, dans le même immeuble que Les Charlots et Hervé Vilard, qui loge gratuitement des danseuses du Lido.
En 1971, il enregistre un 45 tours avec Danièle Gilbert, S'cusez-moi M'sieur Antoine.
En 1972, il fait une apparition dans Les Fous du stade, film de Claude Zidi avec Les Charlots. Il y incarne un cycliste du Tour de France ayant un coup de foudre pour la fille de l'épicier.
En 1973, il relance l'opérette de l'entre-deux-guerres Dédé, de Christiné et Willemetz, et chante avec Georgette Plana.
En 1987, sa chanson Touchez pas à la mer contribue au lancement d'une campagne destinée à inciter les enfants à protéger les océans.
En 2012 sort son album : Demain loin, réalisé par Stanislas, sorti le 26 octobre.

### Le voyageur
En octobre 1974, il largue les amarres à bord du Om, goélette en acier de 14 m construite au chantier Meta de Tarare. Il réalise, essentiellement en solitaire, un tour du monde, parcourant 40 000 milles sur l'Atlantique, le Pacifique, l'océan Indien et la Méditerranée, jusqu'en 1980.
À partir de 1981 et jusqu'en 1989, il navigue dans l'Atlantique et le Pacifique à bord du Voyage, un sloop en aluminium (strongall) de 10,05 m dériveur intégral, également construit au chantier Prometa de Tarare.
Depuis 1989, il navigue à bord du Banana Split, un catamaran en aluminium de 12,50 m de long, construit chez Prometa, désormais installé à Saint-Raphaël. Après un nouveau tour du monde via le canal de Panama, le cap de Bonne-Espérance et de nouveau le canal de Panama, il ramène le Banana Split dans l'océan Pacifique, où il continue à naviguer entre Polynésie française, Australie et Nouvelle-Zélande.
À partir de 1991, il réalise une série de documentaires sur les plus belles îles et les plus beaux lieux de la planète, publiés sur Canal +, sur France 2 (dans les émissions de Michel Drucker) sur la chaîne Voyage, puis sur TV5 Monde ; aux États-Unis sur le Travel Channel de Discovery, en Italie dans l'émission Sereno Variabile ; ces films sont également distribués par Warner Home Video en vidéocassettes VHS puis en DVD et Blu-Ray (triple platine pour le premier coffret de trois films).
En 1999, Antoine joue son propre rôle dans une saga publicitaire devenue culte. Ses films « clin d'œil » hauts en couleur, qui donnent à voir ce que le monde a de plus beau, ont été imaginés par Madeleine Danielsson.
Invité pendant les mois d'été (qu'il passe alors en France) par les radios et télévisions françaises à parler de ses voyages, il se voit proposer par les éditions Arthaud d'écrire un premier livre (le Globe-Flotteur). Ses photographies et films, qu'il a tout le temps de peaufiner, n'ayant plus d'impératif financier puisqu'il est son propre producteur, rencontrent également le succès (ainsi Îles… était une fois). Il continue à écrire et interpréter quelques chansons (Touchez pas à la mer, etc.). Enfin, en 1987, il règle ses comptes avec le show-biz dans 1965 un livre autobiographique sous-titré roman par provocation.
Il connaît plusieurs liaisons amoureuses de longue durée mais ne se marie pas. Père de trois enfants (Manea, Teiki et Vaimiti) issus d’une première union avec une Française établie à Tahiti, il partage sa vie avec Francette, sa compagne depuis « vingt ans[Quand ?] en continu et quarante de manière épisodique, de son propre aveu. Francette contribue à la réalisation de films documentaires, à la publication de nombreux livres de photos et à la gestion du site Internet.
Sur terre, ils posent leurs bagages dans leur maison sur une île, en région parisienne ou dans la ferme qu’Antoine possède en Auvergne depuis la fin des années 1960, acquise grâce à ses premiers cachets.
La marque d'optique et lunetterie Atol l'a longtemps utilisé comme vedette dans ses publicités. Il gagne ainsi 10 000 € par mois ce qui lui permet de financer les études de ses trois enfants dans de grandes écoles.

### Conférencier
Lors de ses séjours en France, il donne des conférences dans le cadre de Connaissance du monde, commentant ses films.

## Discographie

### Albums studio
- 1966 : Les Élucubrations d'Antoine
- 1966 : Antoine rencontre Les Problèmes
- 1967 : Je reprends la route demain
- 1967 : Antoine chante en italien
- 1967 : Madame Messenger, Claude, Jérémie et l’existence de Dieu
- 1968 : Bonjour salut
- 1969 : Dites-moi ma mère
- 1969 : Album-disque pour grands et jeux pour tout-petits
- 1970 : Ra-ta-ta
- 1971 : Larraldia
- 1973 : Dans les chansons de l’opérette Dédé
- 1974 : Groseilles 74
- 1976 : Corcovado Rio de Janeiro
- 1977 : Condorcet Reggae
- 1978 : Corail noir
- 1980 : Quel beau voyage !
- 1981 : Solitaire
- 1984 : Vivario
- 1985 : Aurore Montréal
- 1987 : Touchez pas à la mer
- 1988 : Antoine retrouve Les Problèmes  (45 tours)
- 2012 : Demain loin

### Albums Live
- 1969 : Enregistrement public à l'Olympia
- 1998 : Les Concerts inédits de Musicorama (1966-1969 et 1974, double CD)
- 2003 : Antoine élucubre au Petit Journal

### Compilations, coffrets, divers
- 1970 : Double disque d'or, avec une compilation de 24 chansons, de 1965 à 1968 plus la chanson Ra-ta-ta
- 1993 : Îles… était une fois – Musiques du tour du monde (B.O.F., double CD)
- 1995 : Antoine rencontre Les Problèmes (Magic records, 1966-1967, 1 titre par Antoine, 1 titre par Antoine et les Problèmes, douze titres par Les Problèmes et cinq par Les Charlots)
- 1996 : Antoine (compilation de 10 morceaux)
- 2007 : Bonjour salut (coffret 3 CD compilation 74 titres)

## Œuvres
- Globe-flotteur ou Les Sept Péchés Capitaux d'un navigateur solitaire, Arthaud, collection Mer, 1977
- Mettre les voiles avec Antoine, Arthaud, 1977
- Bord à bord, Arthaud, collection Mer, 1979
- Solitaire et Compagnie, Arthaud, collection Mer, 1980
- Cocotiers, Arthaud, 1981
- Voyage aux Amériques, Arthaud, 1985
- 1965 (roman), 1987
- Îles… était une fois Gallimard, 1989
- Amoureux de la Terre Gallimard, 1991
- Sur trois océans Gallimard, 1993
- Fêtes la cuisine Gallimard, 1995
- Collection Merveilleuses îles (8 volumes)
- La Plus Belle Île du Monde (La Martinière)
- D'île en île (Hermé)
- Autobiographie : Vol. 1 Oh Yeah, Arthaud, 2007
- Autobiographie : Vol. 2 Au bout de mes rêves, Arthaud, 2008
- Vingt paradis, Gallimard, 2009
- Au paradis des animaux, Gallimard, 2011
- Délivrez-nous des dogmes, Léo Scheer, 2012
- Quarante escales, quarante ans de navigation, Gallimard, 2014